# Casas de Garcimolina
Casas de Garcimolina è un comune spagnolo di 30 abitanti situato nella comunità autonoma di Castiglia-La Mancia.